# Zwemmen op de Olympische Zomerspelen 1996

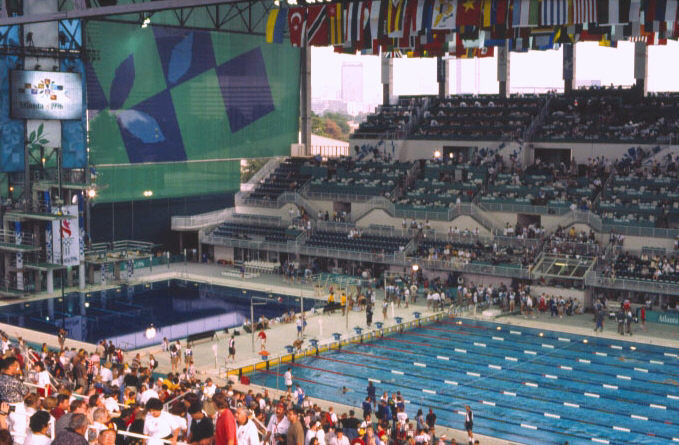
Olympisch zwembad

Het Georgia Tech Aquatic Centre was het toneel van het olympisch zwemtoernooi bij de Spelen van Atlanta (1996). Met 'slechts' vier wereldrecords stond 'Atlanta' in de schaduw van de twee voorgaande olympische toernooien (Barcelona en Seoel).

## Mannen

### 50 m vrije slag
| rang   | sporter           | land | tijd  |
| ------ | ----------------- | ---- | ----- |
| Goud   | Aleksandr Popov   | RUS  | 22,13 |
| Zilver | Gary Hall jr.     | USA  | 22,26 |
| Brons  | Fernando Scherer  | BRA  | 22,29 |
| 4      | Jiang Chengji     | CHN  | 22,33 |
| 5      | Brendon Dedekind  | RSA  | 22,59 |
| 6      | David Fox         | USA  | 22,68 |
| 7      | Francisco Sánchez | VEN  | 22,72 |
| 8      | Ricardo Busquets  | PUR  | 22,73 |

### 100 m vrije slag
| rang   | sporter                   | land | tijd  |
| ------ | ------------------------- | ---- | ----- |
| Goud   | Aleksandr Popov           | RUS  | 48,74 |
| Zilver | Gary Hall jr.             | USA  | 48,81 |
| Brons  | Gustavo Borges            | BRA  | 49,02 |
| 4      | Pieter van den Hoogenband | NED  | 49,13 |
| 5      | Fernando Scherer          | BRA  | 49,57 |
| 6      | Pavel Chnykin             | UKR  | 49,65 |
| 7      | Ricardo Busquets          | PUR  | 49,68 |
| 8      | Francisco Sánchez         | VEN  | 49,84 |

### 200 m vrije slag
| rang   | sporter                   | land | tijd    |
| ------ | ------------------------- | ---- | ------- |
| Goud   | Danyon Loader             | NZL  | 1.47,63 |
| Zilver | Gustavo Borges            | BRA  | 1.48,08 |
| Brons  | Daniel Kowalski           | AUS  | 1.48,25 |
| 4      | Pieter van den Hoogenband | NED  | 1.48,36 |
| 5      | Anders Holmertz           | SWE  | 1.48,42 |
| 6      | Massimiliano Rosolino     | ITA  | 1.48,50 |
| 7      | Josh Davis                | USA  | 1.48,54 |
| 8      | Paul Palmer               | GBR  | 1.49,39 |

### 400 m vrije slag
| rang   | sporter               | land | tijd    |
| ------ | --------------------- | ---- | ------- |
| Goud   | Danyon Loader         | NZL  | 3.47,97 |
| Zilver | Paul Palmer           | GBR  | 3.49,00 |
| Brons  | Daniel Kowalski       | AUS  | 3.49,39 |
| 4      | Emiliano Brembilla    | ITA  | 3.49,87 |
| 5      | Anders Holmertz       | SWE  | 3.50,66 |
| 6      | Massimiliano Rosolino | ITA  | 3.51,04 |
| 7      | Jörg Hoffmann         | GER  | 3.52,15 |
| 8      | Jacob Carstensen      | DEN  | 3.54,45 |

### 1500 m vrije slag
| rang   | sporter            | land | tijd     |
| ------ | ------------------ | ---- | -------- |
| Goud   | Kieren Perkins     | AUS  | 14.56,40 |
| Zilver | Daniel Kowalski    | AUS  | 15.02,43 |
| Brons  | Graeme Smith       | GBR  | 15.02,48 |
| 4      | Emiliano Brembilla | ITA  | 15.08,58 |
| 5      | Ryk Neethling      | RSA  | 15.14,63 |
| 6      | Masato Hirano      | JPN  | 15.17,28 |
| 7      | Jörg Hoffmann      | GER  | 15.18,86 |
| 8      | Aleksej Akatijev   | RUS  | 15.21,68 |

### 100 m rugslag
| rang   | sporter             | land | tijd  |
| ------ | ------------------- | ---- | ----- |
| Goud   | Jeff Rouse          | USA  | 54,10 |
| Zilver | Rodolfo Falcón      | CUB  | 54,98 |
| Brons  | Neisser Bent        | CUB  | 55,02 |
| 4      | Martín López-Zubero | ESP  | 55,22 |
| 5      | Tripp Schwenk       | USA  | 55,30 |
| 6      | Emanuele Merisi     | ITA  | 55,53 |
| 7      | Ralf Braun          | GER  | 55,56 |
| 8      | Franck Schott       | FRA  | 55,76 |

### 200 m rugslag
| rang   | sporter             | land | tijd    |
| ------ | ------------------- | ---- | ------- |
| Goud   | Brad Bridgewater    | USA  | 1.58,54 |
| Zilver | Tripp Schwenk       | USA  | 1.58,99 |
| Brons  | Emanuele Merisi     | ITA  | 1.59,18 |
| 4      | Bartosz Sikora      | POL  | 2.00,05 |
| 5      | Hajime Itoi         | JPN  | 2.00,10 |
| 6      | Martín López-Zubero | ESP  | 2.00,74 |
| 7      | Mirko Mazzari       | ITA  | 2.01,27 |
| 8      | Rodolfo Falcón      | CUB  | 2.08,14 |

### 100 m schoolslag
| rang   | sporter                | land | tijd    |
| ------ | ---------------------- | ---- | ------- |
| Goud   | Frédérik Deburghgraeve | BEL  | 1.00,65 |
| Zilver | Jeremy Linn            | USA  | 1.00,77 |
| Brons  | Mark Warnecke          | GER  | 1.01,33 |
| 4      | Károly Güttler         | HUN  | 1.01,49 |
| 5      | Phil Rogers            | AUS  | 1.01,64 |
| 6      | Kurt Grote             | USA  | 1.01,69 |
| 7      | Zheng Qiliang          | CHN  | 1.02,01 |
| 8      | Stanislav Lopoechov    | RUS  | 1.02,13 |

### 200 m schoolslag
| rang   | sporter         | land | tijd    |
| ------ | --------------- | ---- | ------- |
| Goud   | Norbert Rózsa   | HUN  | 2.12,57 |
| Zilver | Károly Güttler  | HUN  | 2.13,03 |
| Brons  | Andrej Kornejev | RUS  | 2.13,17 |
| 4      | Nick Gillingham | GBR  | 2.14,37 |
| 5      | Phil Rogers     | AUS  | 2.14,79 |
| 6      | Marek Krawczyk  | POL  | 2.14,84 |
| 7      | Eric Wunderlich | USA  | 2.15,69 |
| 8      | Kurt Grote      | USA  | 2.16,05 |

### 100 m vlinderslag
| rang   | sporter            | land | tijd     |
| ------ | ------------------ | ---- | -------- |
| Goud   | Denis Pankratov    | RUS  | WR 52,27 |
| Zilver | Scott Miller       | AUS  | 52,53    |
| Brons  | Vladislav Koelikov | RUS  | 53,13    |
| 4      | Jiang Chengji      | CHN  | 53,20    |
| 5      | Rafał Szukała      | POL  | 53,29    |
| 6      | Michael Klim       | AUS  | 53,30    |
| 7      | Stephen Clarke     | CAN  | 53,33    |
| 8      | Pavel Chnykin      | UKR  | 53,58    |

### 200 m vlinderslag
| rang   | sporter         | land | tijd    |
| ------ | --------------- | ---- | ------- |
| Goud   | Denis Pankratov | RUS  | 1.56,51 |
| Zilver | Tom Malchow     | USA  | 1.57,44 |
| Brons  | Scott Goodman   | AUS  | 1.57,48 |
| 4      | Franck Esposito | FRA  | 1.58,10 |
| 5      | Scott Miller    | AUS  | 1.58,28 |
| 6      | Denys Sylantjev | UKR  | 1.58,37 |
| 7      | James Hickman   | GBR  | 1.58,47 |
| 8      | Péter Horváth   | HUN  | 1.59,12 |

### 200 m wisselslag
| rang   | sporter         | land | tijd       |
| ------ | --------------- | ---- | ---------- |
| Goud   | Attila Czene    | HUN  | OR 1.59,91 |
| Zilver | Jani Sievinen   | FIN  | 2.00,13    |
| Brons  | Curtis Myden    | CAN  | 2.01,13    |
| 4      | Marcel Wouda    | NED  | 2.01,45    |
| 5      | Matthew Dunn    | AUS  | 2.01,57    |
| 6      | Greg Burgess    | USA  | 2.02,56    |
| 7      | Tom Dolan       | USA  | 2.03,89    |
| 8      | Xavier Marchand | FRA  | 2.04,29    |

### 400 m wisselslag
| rang   | sporter          | land | tijd    |
| ------ | ---------------- | ---- | ------- |
| Goud   | Tom Dolan        | USA  | 4.14,90 |
| Zilver | Eric Namesnik    | USA  | 4.15,25 |
| Brons  | Curtis Myden     | CAN  | 4.16,28 |
| 4      | Matthew Dunn     | AUS  | 4.16,66 |
| 5      | Marcel Wouda     | NED  | 4.17,71 |
| 6      | Luca Sacchi      | ITA  | 4.18,31 |
| 7      | Marcin Malinski  | POL  | 4.20,50 |
| 8      | Sergej Marinjoek | MDA  | 4.21,15 |

### 4x100 m vrije slag
| rang   | sporters                                                                                            | land | tijd                    | totale tijd |
| ------ | --------------------------------------------------------------------------------------------------- | ---- | ----------------------- | ----------- |
| Goud   | Jon Olsen Josh Davis Brad Schumacher Gary Hall jr. David Fox Scott Tucker                           | USA  | 49,94 49,00 49,02 47,45 | OR 3.15,41  |
| Zilver | Roman Jegorov Aleksandr Popov Vladimir Predkin Vladimir Pysjnenko Denis Pimankov Konstantin Oesjkov | RUS  | 49,95 47,88 49,51 49,72 | 3.17,06     |
| Brons  | Christian Tröger Bengt Zikarsky Björn Zikarsky Mark Pinger Alexander Luderitz                       | GER  | 49,74 49,01 48,81 49,64 | 3.17,20     |
| 4      | Fernando Scherer Alexandre Massura André Cordeiro Gustavo Borges                                    | BRA  | 49,69 50,24 50,38 47,99 | 3.18,30     |
| 5      | Mark Veens Pie Geelen Martin van der Spoel Pieter van den Hoogenband                                | NED  | 50,66 50,09 49,98 48,29 | NR 3.19,02  |
| 6      | Michael Klim Matthew Dunn Scott Logan Chris Fydler Ian Van der Wal                                  | AUS  | 49,87 50,50 49,97 49,79 | 3.20,13     |
| 7      | Lars Frölander Fredrik Letzler Anders Holmertz Christer Wallin Johan Wallberg                       | SWE  | 50,01 50,13 50,06 49,96 | 3.20,16     |
| 8      | Nicholas Shackell Alan Rapley Mark Stevens Mike Fibbens                                             | GBR  | 50,50 49,76 50,50 50,76 | 3.21,52     |

### 4x200 m vrije slag
| rang   | sporters                                                                                            | land | tijd                            | totale tijd |
| ------ | --------------------------------------------------------------------------------------------------- | ---- | ------------------------------- | ----------- |
| Goud   | Josh Davis Joe Hudepohl Brad Schumacher Ryan Berube Jon Olsen                                       | USA  | 1.48,19 1.49,29 1.48,89 1.48,47 | 7.14,84     |
| Zilver | Christer Wallin Anders Holmertz Lars Frölander Anders Lyrbring                                      | SWE  | 1.50,47 1.47,03 1.48,98 1.51,08 | 7.17,56     |
| Brons  | Aimo Heilmann Christian Keller Christian Tröger Steffen Zesner Konstantin Dubrovin Oliver Lampe     | GER  | 1.49,31 1.49,50 1.49,80 1.49,10 | 7.17,71     |
| 4      | Daniel Kowalski Michael Klim Malcolm Allen Matthew Dunn Kieren Perkins Glen Housman Ian Van der Wal | AUS  | 1.49,42 1.48,04 1.50,77 1.50,24 | 7.18,47     |
| 5      | Paul Palmer Andrew Clayton Mark Stevens James Salter                                                | GBR  | 1.49,19 1.49,84 1.50,42 1.49,29 | 7.18,74     |
| 6      | Massimiliano Rosolino Emanuele Idini Emanuele Merisi Piermaria Siciliano Emiliano Brembilla         | ITA  | 1.49,22 1.50,36 1.51,14 1.49,20 | 7.19,92     |
| 7      | Marcel Wouda Mark van der Zijden Martin van der Spoel Pieter van den Hoogenband Tim Hoeijmans       | NED  | 1.49,89 1.50,77 1.52,05 1.49,25 | NR 7.21,96  |
| 8      | Yann de Fabrique Lionel Poirot Bruno Orsoni Christophe Bordeau                                      | FRA  | 1.50,76 1.50,74 1.51,97 1.51,38 | 7.24,85     |

### 4x100 m wisselslag
| rang   | sporters | land | tijd                      | totale tijd |
| ------ | --- | ---- | ------------------------- | ----------- |
| Goud   | Jeff Rouse Jeremy Linn Mark Henderson Gary Hall jr. Tripp Schwenk Kurt Grote John Hargis Josh Davis                  | USA  | 53,95 1.00,32 52,39 48,18 | WR 3.34,84  |
| Zilver | Vladimir Selkov Stanislav Lopoechov Denis Pankratov Aleksandr Popov Roman Ivanovski Vladislav Koelikov Roman Jegorov | RUS  | 55,53 1.01,66 51,55 48,81 | 3.37,55     |
| Brons  | Steven Dewick Phil Rogers Scott Miller Michael Klim Toby Haenen                                                      | AUS  | 56,65 1.01,71 52,04 49,16 | 3.39,56     |
| 4      | Ralf Braun Mark Warnecke Christian Keller Björn Zikarsky Sven Theloke Oliver Lampe Bengt Zikarsky                    | GER  | 55,76 1.01,40 53,15 49,33 | 3.39,64     |
| 5      | Keitaro Konnai Akira Hayashi Takashi Yamamoto Shunsuke Ito                                                           | JPN  | 55,70 1.01,46 53,28 50,07 | 3.40,51     |
| 6      | Tamás Deutsch Károly Güttler Péter Horváth Attila Czene Attila Zubor                                                 | HUN  | 56,54 1.01,41 53,25 49,64 | 3.40,84     |
| 7      | Mariusz Siembida Marek Krwaczyk Rafał Szukała Bartosz Kizierowski                                                    | POL  | 55,82 1.02,71 53,29 50,12 | 3.41,94     |
| 8      | Eitan Urbach Vadim Aleksejev Dan Kutler Yoav Bruck                                                                   | ISR  | 56,79 1.02,18 54,32 49,61 | 3.42,90     |

## Vrouwen

### 50 m vrije slag
| rang   | sporter                 | land | tijd  |
| ------ | ----------------------- | ---- | ----- |
| Goud   | Amy Van Dyken           | USA  | 24,87 |
| Zilver | Le Jingyi               | CHN  | 24,90 |
| Brons  | Sandra Völker           | GER  | 25,14 |
| 4      | Angel Martino           | USA  | 25,31 |
| 5      | Leah Martindale         | BAR  | 25,49 |
| 6      | Linda Olofsson          | SWE  | 25,63 |
| 7      | Shan Ying               | CHN  | 25,70 |
| 8      | Natalja Mesjtsjerjakova | RUS  | 25,88 |

### 100 m vrije slag
| rang   | sporter               | land | tijd     |
| ------ | --------------------- | ---- | -------- |
| Goud   | Le Jingyi             | CHN  | OR 54,50 |
| Zilver | Sandra Völker         | GER  | 54,88    |
| Brons  | Angel Martino         | USA  | 54,93    |
| 4      | Amy Van Dyken         | USA  | 55,11    |
| 5      | Franziska van Almsick | GER  | 55,59    |
| 6      | Sarah Ryan            | AUS  | 55,85    |
| 7      | Mette Jacobsen        | DEN  | 56,01    |
| 8      | Karin Brienesse       | NED  | 56,12    |

### 200 m vrije slag
| rang   | sporter               | land | tijd    |
| ------ | --------------------- | ---- | ------- |
| Goud   | Claudia Poll          | CRC  | 1.58,16 |
| Zilver | Franziska van Almsick | GER  | 1.58,57 |
| Brons  | Dagmar Hase           | GER  | 1.59,56 |
| 4      | Trina Jackson         | USA  | 1.59,57 |
| 5      | Susie O'Neill         | AUS  | 1.59,87 |
| 6      | Cristina Teuscher     | USA  | 2.00,79 |
| 7      | Julia Greville        | AUS  | 2.01,46 |
| 8      | Luminița Dobrescu     | ROU  | 2.01,63 |

### 400 m vrije slag
| rang   | sporter           | land | tijd    |
| ------ | ----------------- | ---- | ------- |
| Goud   | Michelle Smith    | IRL  | 4.07,25 |
| Zilver | Dagmar Hase       | GER  | 4.08,30 |
| Brons  | Kirsten Vlieghuis | NED  | 4.08,70 |
| 4      | Kerstin Kielgaß   | GER  | 4.09,83 |
| 5      | Claudia Poll      | CRC  | 4.10,00 |
| 6      | Carla Geurts      | NED  | 4.10,06 |
| 7      | Eri Yamanoi       | JPN  | 4.11,68 |
| 8      | Cristina Teuscher | USA  | 4.14,21 |

### 800 m vrije slag
| rang   | sporter           | land | tijd    |
| ------ | ----------------- | ---- | ------- |
| Goud   | Brooke Bennett    | USA  | 8.27,89 |
| Zilver | Dagmar Hase       | GER  | 8.29,91 |
| Brons  | Kirsten Vlieghuis | NED  | 8.30,84 |
| 4      | Kerstin Kielgaß   | GER  | 8.31,06 |
| 5      | Irene Dalby       | NOR  | 8.38,34 |
| 6      | Janet Evans       | USA  | 8.38,91 |
| 7      | Carla Geurts      | NED  | 8.40,43 |
| 8      | Sarah Hardcastle  | GBR  | 8.41,75 |

### 100 m rugslag
| rang   | sporter            | land | tijd    |
| ------ | ------------------ | ---- | ------- |
| Goud   | Beth Botsford      | USA  | 1.01,19 |
| Zilver | Whitney Hedgepeth  | USA  | 1.01,47 |
| Brons  | Marianne Kriel     | RSA  | 1.02,12 |
| 4      | Mai Nakamura       | JPN  | 1.02,33 |
| 5      | Chen Yan           | CHN  | 1.02,50 |
| 6      | Antje Buschschulte | GER  | 1.02,52 |
| 7      | Nicole Stevenson   | AUS  | 1.02,70 |
| 8      | Miki Nakao         | JPN  | 1.02,78 |

### 200 m rugslag
| rang   | sporter             | land | tijd    |
| ------ | ------------------- | ---- | ------- |
| Goud   | Krisztina Egerszegi | HUN  | 2.07,83 |
| Zilver | Whitney Hedgepeth   | USA  | 2.11,98 |
| Brons  | Cathleen Rund       | GER  | 2.12,06 |
| 4      | Anke Scholz         | GER  | 2.12,90 |
| 5      | Miki Nakao          | JPN  | 2.13,57 |
| 6      | Anna Simcic         | NZL  | 2.14,04 |
| 7      | Lorenza Vigarani    | ITA  | 2.14,56 |
| 8      | Nina Zjivanevskaja  | RUS  | 2.14,59 |

### 100 m schoolslag
| rang   | sporter             | land | tijd    |
| ------ | ------------------- | ---- | ------- |
| Goud   | Penelope Heyns      | RSA  | 1.07,73 |
| Zilver | Amanda Beard        | USA  | 1.08,09 |
| Brons  | Samantha Riley      | AUS  | 1.09,18 |
| 4      | Svetlana Bondarenko | UKR  | 1.09,21 |
| 5      | Vera Lischka        | AUT  | 1.09,24 |
| 6      | Guylaine Cloutier   | CAN  | 1.09,40 |
| 7      | Ágnes Kovács        | HUN  | 1.09,55 |
| 8      | Brigitte Becue      | BEL  | 1.09,79 |

Penelope Heyns zwom een WR in de series, tijd 1.07,02.

### 200 m schoolslag
| rang   | sporter           | land | tijd       |
| ------ | ----------------- | ---- | ---------- |
| Goud   | Penelope Heyns    | RSA  | OR 2.25,41 |
| Zilver | Amanda Beard      | USA  | 2.25,75    |
| Brons  | Ágnes Kovács      | HUN  | 2.26,57    |
| 4      | Samantha Riley    | AUS  | 2.27,91    |
| 5      | Masami Tanaka     | JPN  | 2.28,05    |
| 6      | Nadine Neumann    | AUS  | 2.28,34    |
| 7      | Brigitte Becue    | BEL  | 2.28,34    |
| 8      | Christin Petelski | CAN  | 2.31,45    |

### 100 m vlinderslag
| rang   | sporter        | land | tijd    |
| ------ | -------------- | ---- | ------- |
| Goud   | Amy Van Dyken  | USA  | 59,13   |
| Zilver | Liu Limin      | CHN  | 59,14   |
| Brons  | Angel Martino  | USA  | 59,23   |
| 4      | Hitomi Kashima | JPN  | 1.00,11 |
| 5      | Susie O'Neill  | AUS  | 1.00,17 |
| 6      | Ayari Aoyama   | JPN  | 1.00,18 |
| 7      | Cai Huijue     | CHN  | 1.00,46 |
| 8      | Mette Jacobsen | DEN  | 1.00,76 |

### 200 m vlinderslag
| rang   | sporter        | land | tijd    |
| ------ | -------------- | ---- | ------- |
| Goud   | Susie O'Neill  | AUS  | 2.07,76 |
| Zilver | Petria Thomas  | AUS  | 2.09,82 |
| Brons  | Michelle Smith | IRL  | 2.09,91 |
| 4      | Qu Yun         | CHN  | 2.10,26 |
| 5      | Liu Limin      | CHN  | 2.10,70 |
| 6      | Jessica Deglau | CAN  | 2.11,40 |
| 7      | Mika Haruna    | JPN  | 2.11,93 |
| 8      | Trina Jackson  | USA  | 2.11,96 |

### 200 m wisselslag
| rang   | sporter          | land | tijd    |
| ------ | ---------------- | ---- | ------- |
| Goud   | Michelle Smith   | IRL  | 2.13,93 |
| Zilver | Marianne Limpert | CAN  | 2.14,35 |
| Brons  | Lin Li           | CHN  | 2.14,74 |
| 4      | Joanne Malar     | CAN  | 2.15,30 |
| 5      | Elli Overton     | AUS  | 2.16,04 |
| 6      | Allison Wagner   | USA  | 2.16,43 |
| 7      | Minouche Smit    | NED  | 2.16,73 |
| 8      | Louise Karlsson  | SWE  | 2.17,25 |

### 400 m wisselslag
| rang   | sporter             | land | tijd    |
| ------ | ------------------- | ---- | ------- |
| Goud   | Michelle Smith      | IRL  | 4.39,18 |
| Zilver | Allison Wagner      | USA  | 4.42,03 |
| Brons  | Krisztina Egerszegi | HUN  | 4.42,53 |
| 4      | Sabine Herbst       | GER  | 4.43,78 |
| 5      | Emma Johnson        | AUS  | 4.44,02 |
| 6      | Beatrice Coada      | ROU  | 4.44,91 |
| 7      | Lourdes Becerra     | ESP  | 4.45,17 |
| 8      | Whitney Metzler     | USA  | 4.46,20 |

### 4x100 m vrije slag
| rang   | sporters                                                                            | land | tijd                    | totale tijd |
| ------ | ----------------------------------------------------------------------------------- | ---- | ----------------------- | ----------- |
| Goud   | Angel Martino Amy Van Dyken Catherine Fox Jenny Thompson Lisa Jacob Melanie Valerio | USA  | 55,34 53,91 55,93 54,11 | OR 3.39,29  |
| Zilver | Le Jingyi Chao Na Nian Yun Shan Ying                                                | CHN  | 54,79 55,40 55,42 54,87 | 3.40,48     |
| Brons  | Sandra Völker Simone Osygus Antje Buschschulte Franziska van Almsick Meike Freitag  | GER  | 55,70 56,05 55,20 54,53 | 3.41,48     |
| 4      | Marianne Muis Minouche Smit Wilma van Hofwegen Karin Brienesse Manon Masseurs       | NED  | 55,73 56,15 55,53 54,99 | 3.42,40     |
| 5      | Linda Olofsson Louise Jöhncke Louise Karlsson Johanna Sjöberg                       | SWE  | 55,75 56,32 56,07 56,77 | 3.44,91     |
| 6      | Sarah Ryan Julia Greville Lise Mackie Susie O'Neill Anna Windsor                    | AUS  | 56,06 56,27 57,03 55,95 | 3.45,31     |
| 7      | Shannon Shakespeare Julie Howard Andrea Moody Marianne Limpert                      | CAN  | 56,07 57,03 56,74 56,43 | 3.46,27     |
| —      | Jelena Nazemnova Natalja Sorokina Svetlana Lesjoekova Natalja Mesjtsjerjakova       | RUS  | 56,67 —                 | DQ          |

### 4x200 m vrije slag
| rang   | sporters                                                                                                 | land | tijd                            | totale tijd |
| ------ | --- | ---- | ------------------------------- | ----------- |
| Goud   | Trina Jackson Cristina Teuscher Sheila Taormina Jenny Thompson Lisa Jacob Ashley Whitney Annette Salmeen | USA  | 1.59,71 1.58,86 2.01,29 2.00,01 | OR 7.59,87  |
| Zilver | Franziska van Almsick Kerstin Kielgaß Anke Scholz Dagmar Hase Simone Osygus Meike Freitag                | GER  | 1.58,14 2.00,86 2.02,47 2.00,08 | 8.01,55     |
| Brons  | Julia Greville Nicole Stevenson Emma Johnson Susie O'Neill Lise Mackie                                   | AUS  | 2.01,06 2.03,23 2.01,21 1.59,97 | 8.05,47     |
| 4      | Eri Yamanoi Naoko Imoto Aiko Miyake Suzu Chiba                                                           | JPN  | 2.01,03 2.01,47 2.04,07 2.00,89 | 8.07,46     |
| 5      | Marianne Limpert Shannon Shakespeare Andrea Schwartz Jessica Deglau Joanne Malar Sophie Simard           | CAN  | 2.03,09 2.00,72 2.02,01 2.02,34 | 8.08,16     |
| 6      | Carla Geurts Patricia Stokkers Minouche Smit Kirsten Vlieghuis Karin Brienesse                           | NED  | 2.01,52 2.03,00 2.02,05 2.01,90 | 8.08,48     |
| 7      | Luminița Dobrescu Loredana Zisu Ioana Diaconescu Carla Negrea                                            | ROU  | 2.01,40 2.03,20 2.02,07 2.03,35 | 8.10,02     |
| 8      | Nian Yun Wang Luna Chen Yan Shan Ying Pu Yiqi                                                            | CHN  | 2.03,32 2.02,58 2.02,08 2.07,40 | 8.15,38     |

### 4x100 m wisselslag
| rang   | sporters | land | tijd                          | totale tijd |
| ------ | --- | ---- | ----------------------------- | ----------- |
| Goud   | Beth Botsford Amanda Beard Angel Martino Amy Van Dyken Whitney Hedgepeth Kristine Quance Jenny Thompson Catherine Fox | USA  | 1.01,67 1.08,34 58,70 54,17   | 4.02,88     |
| Zilver | Nicole Stevenson Samantha Riley Susie O'Neill Sarah Ryan Helen Denman Angela Kennedy                                  | AUS  | 1.02,65 1.08,19 59,03 55,21   | 4.05,08     |
| Brons  | Chen Yan Han Xue Cai Huijue Shan Ying                                                                                 | CHN  | 1.02,48 1.09,92 59,92 55,02   | 4.07,34     |
| 4      | Marianne Kriel Penelope Heyns Amanda Loots Helene Muller                                                              | RSA  | 1.02,39 1.07,41 1.02,33 56,03 | 4.08,16     |
| 5      | Julie Howard Guylaine Cloutier Sarah Evanetz Shannon Shakespeare                                                      | CAN  | 1.03,54 1.08,79 1.00,85 55,11 | 4.08,29     |
| 6      | Antje Buschschulte Kathrin Dumitru Franziska van Almsick Sandra Völker                                                | GER  | 1.02,61 1.11,68 1.00,42 54,51 | 4.09,22     |
| 7      | Nina Zjivanevskaja Jelena Makarova Jelena Nazemnova Natalja Mesjtsjerjakova Svetlana Posdejeva                        | RUS  | 1.02,08 1.11,76 1.00,80 55,92 | 4.10,56     |
| 8      | Lorenza Vigarani Manuela Dalla Valle Ilaria Tocchini Cecilia Vianini                                                  | ITA  | 1.03,73 1.09,52 1.01,01 56,43 | 4.10,59     |

## Medaillespiegel
| Plaats | Land             | NOC    | Goud | Zilver | Brons | Totaal |
| ------ | ---------------- | ------ | ---- | ------ | ----- | ------ |
| 1      | Verenigde Staten | USA    | 13   | 11     | 2     | 26     |
| 2      | Rusland          | RUS    | 4    | 2      | 2     | 8      |
| 3      | Hongarije        | HUN    | 3    | 1      | 2     | 6      |
| 4      | Ierland          | IRL    | 3    | 0      | 1     | 4      |
| 5      | Australië        | AUS    | 2    | 4      | 6     | 12     |
| 6      | Zuid-Afrika      | RSA    | 2    | 0      | 1     | 3      |
| 7      | Nieuw-Zeeland    | NZL    | 2    | 0      | 0     | 2      |
| 8      | China            | CHN    | 1    | 3      | 2     | 6      |
| 9      | België           | BEL    | 1    | 0      | 0     | 1      |
| 9      | Costa Rica       | CRC    | 1    | 0      | 0     | 1      |
| 11     | Duitsland        | GER    | 0    | 5      | 7     | 12     |
| 12     | Brazilië         | BRA    | 0    | 1      | 2     | 3      |
| 12     | Canada           | CAN    | 0    | 1      | 2     | 3      |
| 14     | Cuba             | CUB    | 0    | 1      | 1     | 2      |
| 14     | Groot-Brittannië | GBR    | 0    | 1      | 1     | 2      |
| 16     | Finland          | FIN    | 0    | 1      | 0     | 1      |
| 16     | Zweden           | SWE    | 0    | 1      | 0     | 1      |
| 18     | Nederland        | NED    | 0    | 0      | 2     | 2      |
| 19     | Italië           | ITA    | 0    | 0      | 1     | 1      |
| Totaal | Totaal           | Totaal | 32   | 32     | 32    | 96     |

Athene 1896 · 
Parijs 1900 · 
St. Louis 1904 · 
Londen 1908 · 
Stockholm 1912 · 
Antwerpen 1920 · 
Parijs 1924 · 
Amsterdam 1928 · 
Los Angeles 1932 · 
Berlijn 1936 · 
Londen 1948 · 
Helsinki 1952 · 
Melbourne 1956 · 
Rome 1960 · 
Tokio 1964 · 
Mexico-stad 1968 · 
München 1972 · 
Montréal 1976 · 
Moskou 1980 · 
Los Angeles 1984 · 
Seoel 1988 · 
Barcelona 1992 · 
Atlanta 1996 · 
Sydney 2000 · 
Athene 2004 · 
Peking 2008 · 
Londen 2012 · 
Rio de Janeiro 2016 ·
Tokio 2020 ·
Parijs 2024 ·
Los Angeles 2028 
Medaillewinnaars · Olympische records
Atletiek · Badminton · Basketbal · Boksen · Boogschieten · Gewichtheffen · Gymnastiek · Handbal · Hockey · Honkbal · Judo · Kanovaren · Moderne vijfkamp · Paardensport · Roeien · Schermen · Schietsport · Schoonspringen · Softbal · Synchroonzwemmen · Tafeltennis · Tennis · Voetbal · Volleybal · Waterpolo · Wielersport · Worstelen · Zeilen · Zwemmen